# 巴巴里马鹿
巴巴里馬鹿（Cervus elaphus barbarus）是分佈在北非的馬鹿亞種。

## 特徵
巴巴里馬鹿比一般的馬鹿細小。牠們的身體呈深褐色，背部及兩側有一些白色斑點。鹿角沒有冰枝。

## 分佈及棲息地
巴巴里馬鹿是唯一分佈在非洲的鹿。牠們棲息在阿爾及利亞、突尼西亞及摩洛哥的潮濕密林。牠們最初被獵殺至接近滅絕，全靠於1990年代重新引入突尼西亞的群族，牠們才免於滅絕。

## 分類
基因研究發現巴巴里馬鹿實質上與科西嘉馬鹿沒有分別，故有建議將牠們一同分類為另一獨立的物種。

## 天敵
巴巴里馬鹿的天敵有巴巴里獅、阿特拉斯棕熊及北非豹，不過都是已經滅絕或瀕危。

## 外部連結
- US Fish & Wildlife Service
- 巴巴里馬鹿的描述 （页面存档备份，存于）
- CITES （页面存档备份，存于）